# Borealis AG
Borealis AG er en østrigsk kemivirksomhed, der producerer polyethylen (PE) og polypropylen (PP), men også polyolefin, basiskemikalier og kunstgødning. Virksomheden har hovedkvarter i Wien med 6.900 ansatte i over 120 lande.